# Agathidium pulchellum
Agathidium pulchellum е вид бръмбар от семейство Leiodidae. Видът е почти застрашен от изчезване.

## Разпространение
Разпространен е в Беларус, Литва, Финландия и Швеция.